# Campo de cráteres de Bajada del Diablo
El campo de cráteres de Bajada del Diablo es un conjunto de estructuras creadas por el impacto de meteoritos reconocidas en el sitio homónimo  (llamado así por un caserío cercano con ese nombre). Están ubicadas en la provincia de Chubut, en la Patagonia central argentina y se distribuyen en un área de dispersión de 27 x 15 km ubicada entre las localidades de Telsen y Gan Gan.
Se cree que posiblemente constituye uno de los campos conocidos de dispersión de cráteres que recibió el mayor número de colisiones simultáneas del planeta. Se trata de 189 cráteres de entre 100 y 400 metros de diámetro, y de entre 30 y 50 m de profundidad, formados por un impacto de meteorito ocurrido en algún momento hace entre 130.000 y 780.000 años.

## Hipótesis sobre su formación
Los fragmentos no se distribuyen en una elipse de dispersión, como suelen ocurrir en este tipo de eventos de impacto de meteoritos: no hay evidencia clara de tal elipse sino que los cráteres están distribuidos al azar por la zona. Esto da lugar a dos teorías sobre la formación de este campo de cráteres:
- Que se haya tratado de un asteroide del tipo "pila de escombros", es decir, aglomerados de rocas aglutinadas por la mutua pero débil fuerza de atracción gravitatoria. Esto puede ocurrir cuando el choque de dos asteroides monolíticos se fragmentan a causa del impacto y agrupan como un conjunto de escombros. Al acercarse a la Tierra, el asteroide pila de escombros habría tenido como mínimo unos 200 metros de ancho y se habría disgregado por la acción de la más fuerte gravedad de nuestro planeta, lo que pudo haber dado lugar a una nube de escombros formada por cientos de fragmentos formando al chocar con la Tierra el campo de cráteres.

- Que el causante haya sido el núcleo de un cometa compuesto por hielo, el que se habría fragmentando en el espacio cercano a la Tierra. Eventos como el que causó Bajada del Diablo también se han producido en tiempos históricos, como los de Tunguska (1908), Brasil (1930), de Sijoté-Alín (1947), el del Mediterráneo oriental entre Grecia y Libia (2002). Estos ejemplos fueron causantes de cataclismos mayores que el provocado por la bomba atómica de Hiroshima, sin embargo, ninguno de ellos produjo efectos devastadores comparables con los de Bajada del Diablo.